# Adelphailurus
Az Adelphailurus a ragadozók (Carnivora) rendjébe, ezen belül a macskafélék (Felidae) családjába és a kihalt kardfogú macskaformák (Machairodontinae) alcsaládjába tartozó nem. Észak-Amerikában éltek  10,3—5,33 millió évvel ezelőtt a miocén idején.
A nemet Hibbard nevezte el 1934-ben. A macskafélékhez Hibbard (1934) és Carroll (1988) sorolta be; a kardfogú macskaformákhoz Martin (1998).
Körülbelül puma (Puma concolor) méretű állatok voltak, életmódjuk is hasonló lehetett a pumáéhoz. Jellegzetességei a hosszú és vaskos felső szemfogak voltak, melyeknek alakja megkülönbözteti az "igazi" kardfogú tigrisektől. A nem másik jellemzője az, hogy fogsorában megtalálható a felső második előőrlőfog, mely a macskaféléknél szokatlannak számít.
Legendre és Roth két példány tömegét 9,5 illetve 27 kilogrammnak becsülte.

### Fordítás
- Ez a szócikk részben vagy egészben  az   Adelphailurus című angol Wikipédia-szócikk ezen változatának fordításán alapul.  Az eredeti cikk szerkesztőit annak laptörténete sorolja fel. Ez a jelzés csupán a megfogalmazás eredetét és a szerzői jogokat jelzi, nem szolgál a cikkben szereplő információk forrásmegjelöléseként.